# Gongylidiellum
Genre
Gongylidiellum est un genre d'araignées aranéomorphes de la famille des Linyphiidae.

## Distribution
Les espèces de ce genre se rencontrent en écozone holarctique sauf Gongylidiellum blandum d'Angola, Gongylidiellum uschuaiense d'Argentine et Gongylidiellum linguiformis du Viêt Nam.

## Liste des espèces
Selon World Spider Catalog (version 26, 14/04/2025) :
- Gongylidiellum acerosum Irfan, Zhang & Peng, 2022
- Gongylidiellum arkhyz Tanasevitch, 2024
- Gongylidiellum blandum Miller, 1970
- Gongylidiellum bracteatum Zhao & Li, 2014
- Gongylidiellum caucasicum Tanasevitch & Ponomarev, 2015
- Gongylidiellum confusum Thaler, 1987
- Gongylidiellum crassipes Denis, 1952
- Gongylidiellum edentatum Miller, 1951
- Gongylidiellum hipponense (Simon, 1926)
- Gongylidiellum kathmanduense Wunderlich, 1983
- Gongylidiellum koshi Tanasevitch, 2021
- Gongylidiellum latebricola (O. Pickard-Cambridge, 1871)
- Gongylidiellum linguiformis Tu & Li, 2004
- Gongylidiellum minutum (Banks, 1892)
- Gongylidiellum murcidum Simon, 1884
- Gongylidiellum nepalense Wunderlich, 1983
- Gongylidiellum orduense Wunderlich, 1995
- Gongylidiellum tennesseense Petrunkevitch, 1925
- Gongylidiellum uschuaiense Simon, 1902
- Gongylidiellum vivum (O. Pickard-Cambridge, 1875)

## Systématique et taxinomie
Ce genre a été décrit par Simon en 1884 dans les Theridiidae.

## Publication originale
- Simon, 1884 : Les arachnides de France. Paris, vol. 5, p. 180-885 (texte intégral).